# Championnes de France de natation en bassin de 50 m du 1 000 m nage libre

## Dames

### 1 000 mètres nage libre dames
| Championnats | Championnats        | 1 000 mètres nage libre dames | 1 000 mètres nage libre dames | 1 000 mètres nage libre dames | 1 000 mètres nage libre dames   | 1 000 mètres nage libre dames |
| ------------ | ------------------- | ----------------------------- | ----------------------------- | ----------------------------- | ------------------------------- | ----------------------------- |
| 1921         | Strasbourg          | Ernestine Lebrun              |                               |                               | Enfants de Neptune de Tourcoing | 19 min 47 s 0 RF              |
| 1922         | Tourcoing           | Ernestine Lebrun              |                               |                               | Enfants de Neptune de Tourcoing | 19 min 55 s 6                 |
| 1923         | Arras               | Ernestine Lebrun              |                               |                               | Enfants de Neptune de Tourcoing | 19 min 33 s 2 RF              |
| 1924         | non disputé         |                               |                               |                               |                                 |                               |
| 1925         | Paris Les tourelles | Ernestine Lebrun              |                               |                               | Enfants de Neptune de Tourcoing | 18 min 12 s 6 RF              |
| 1926         | Paris Les tourelles | Marguerite Ledoux             |                               |                               | Enfants de Neptune de Tourcoing | 17 min 45 s 4 RF              |